# Melaleuca wilsonii
Espèce
Classification phylogénétique
Melaleuca wilsonii est une espèce de plantes à fleurs de la famille des Myrtaceae. C'est un arbuste endémique des deux États du sud et du sud-est de l'Australie, le Victoria et l'Australie-Méridionale.